# Mirko Grabovac
Mirko Grabovac (19 september 1971) is een Singaporese voormalig voetballer van Kroatische afkomst.
Grabovac stond onder contract bij Tampines Rovers FC uit Singapore, een van de beste clubs uit Singapore, maar speelt nu voor Sengkang Punggol FC. Grabovac nam in 2002 de Singaporese nationaliteit aan. Van 1999 tot en met 2002 en in 2005 werd hij met zijn club landskampioen. Ook was hij in al die jaren de topscorer van de Singaporese hoofdklasse, de S.League. In 2000 werd hij uitgeroepen tot speler van het jaar.
| seizoen | club                                 | land      | competitie | wed. | goals |
| ------- | ------------------------------------ | --------- | ---------- | ---- | ----- |
| 1993/94 | Primorac Stobrec                     | Kroatië   | 2. HNL     | 29   | 4     |
| 1994/95 | Primorac Stobrec                     | Kroatië   | 2. HNL     | 23   | 5     |
| 1995/96 | Cibalia Vinkovci                     | Kroatië   | 1. HNL     | 17   | 1     |
| 1996/97 | Zadarkomerc Zadar                    | Kroatië   | Onbekend   | 11   | 1     |
| 1997/98 | Primorac Stobrec                     | Kroatië   | 3. HNL     | 0    | 0     |
| 1998/99 | Primorac Stobrec                     | Kroatië   | 3. HNL     | 2    | 0     |
| 1999/00 | Singapore Armed Forces Football Club | Singapore | S-League   | 22   | 23    |
| 2000/01 | Singapore Armed Forces Football Club | Singapore | S.League   | 22   | 19    |
| 2001/02 | Singapore Armed Forces Football Club | Singapore | S-League   | 35   | 42    |
| 2002/03 | Singapore Armed Forces Football Club | Singapore | S-League   | 36   | 36    |
| 2003/04 | Singapore Armed Forces Football Club | Singapore | S-League   | 33   | 33    |
| 2004/05 | Tampines Rovers                      | Singapore | S-League   | 23   | 23    |
| 2005/06 | Tampines Rovers                      | Singapore | S-League   | 25   | 26    |
| 2006/07 | Tampines Rovers                      | Singapore | S-League   | 23   | 20    |
| 2007/08 | Tampines Rovers                      | Singapore | S-League   | 28   | 11    |
| 2008/09 | Sengkang Punggol FC                  | Singapore | S-League   |      |       |
|         | Bijgewerkt: 16-10-07                 |           | Totaal     | 329  | 244   |